# Habenaria integrilabris
Habenaria integrilabris är en orkidéart som beskrevs av Johannes Jacobus Smith. Habenaria integrilabris ingår i släktet Habenaria och familjen orkidéer. Inga underarter finns listade i Catalogue of Life.